# والدوجیا
والدوجیا (به ایتالیایی: Valduggia) یک کومونه در ایتالیا است که در استان ورسلی واقع شده‌است.

## خصوصیات
والدوجیا ۲۸٫۷ کیلومترمربع مساحت و ۲٬۳۰۵ نفر جمعیت دارد و ۳۹۲ متر بالاتر از سطح دریا واقع شده‌است.